# Weißenburger Bucht
Die Weißenburger Bucht ist ein Naturraum des Fränkischen Keuper-Lias-Lands und liegt fast vollständig auf dem Gebiet des mittelfränkischen Landkreises Weißenburg-Gunzenhausen. Mittig gelegen ist die Stadt Weißenburg in Bayern als Namensgeberin des Naturraums. Die Weißenburger Bucht stellt eine Untereinheit des Vorlands der Südlichen Frankenalb dar in der naturräumlichen Haupteinheitengruppe Fränkisches Keuper-Lias-Land im Südwestdeutschen Schichtstufenland.

## Geographie

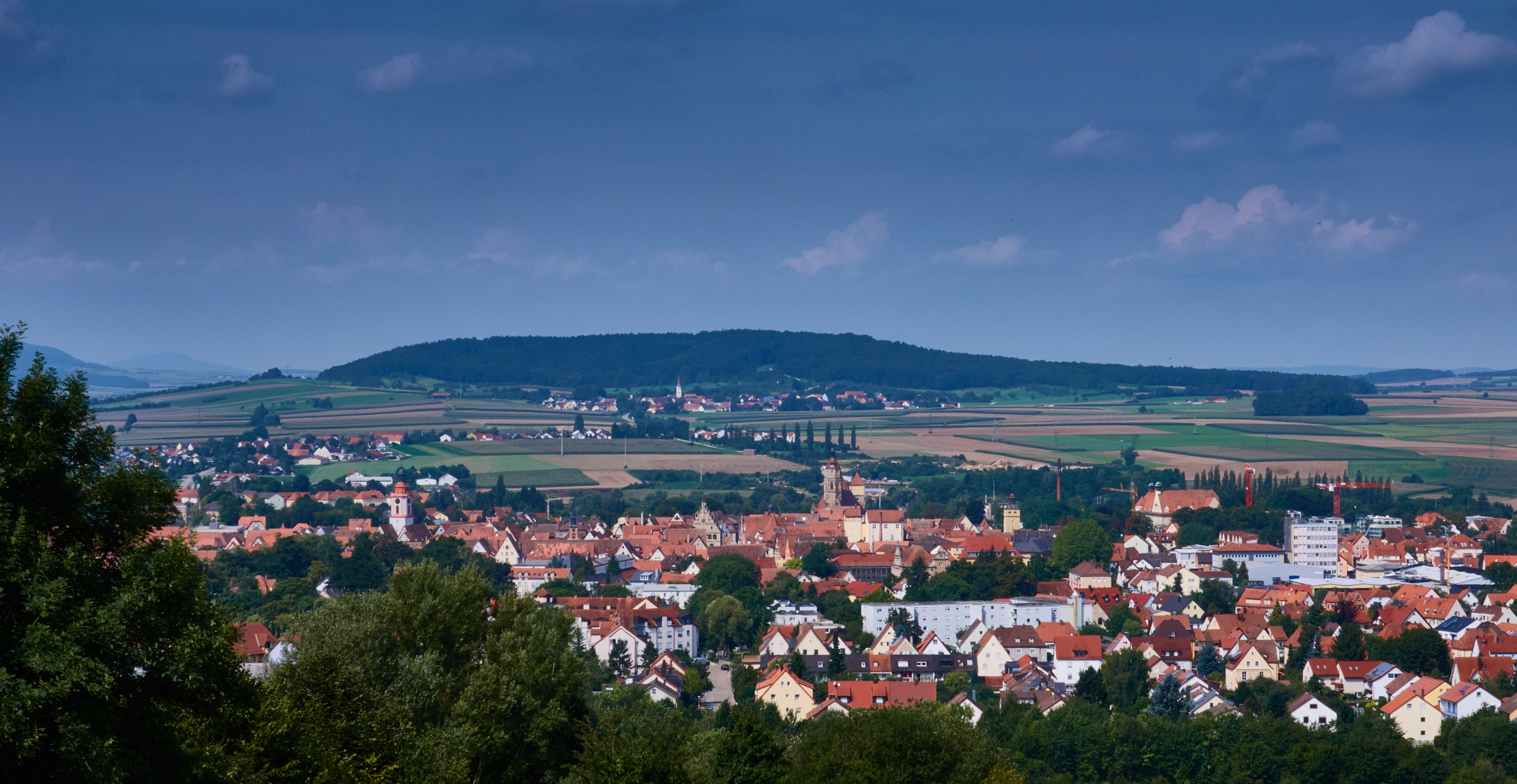
Blick vom Rohrberg in die Weißenburger Bucht

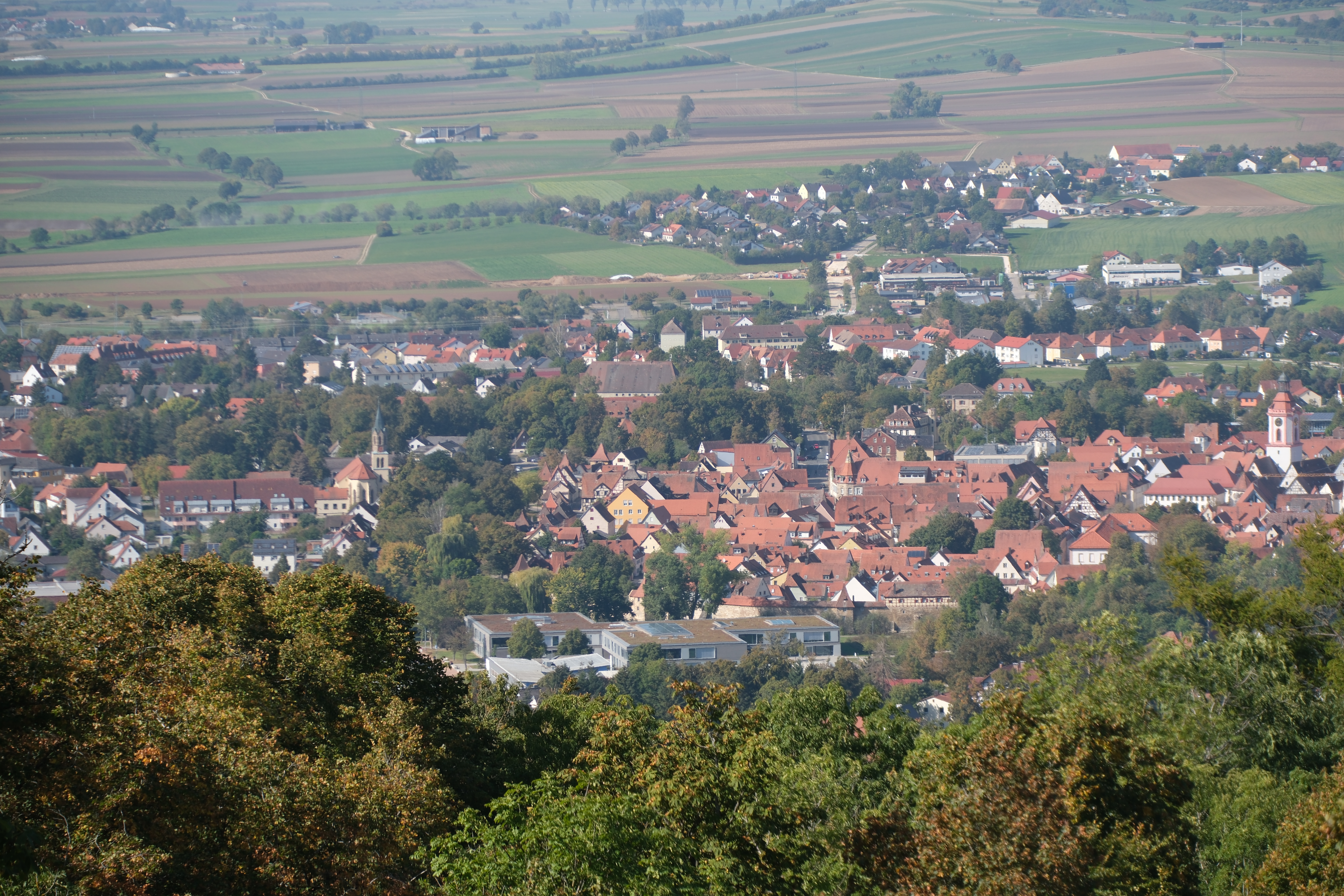
Blick von der Wülzburg in die Weißenburger Bucht

Die Weißenburger Bucht wird begrenzt von den beiden Höhenzügen der Fränkischen Alb, dem Hahnenkamm im Südwesten und der Weißenburger Alb im Südosten. Im Norden grenzt das im Mittelfränkischen Becken gelegene Spalter Hügelland an. Das Gebiet ist von einer weiten Offenlandschaft mit Wiesen und Feldern sowie der von der Altmühl durchzogenen breiten Talaue und der kilometerlangen, von der Schwäbischen Rezat gegrabenen Talfurche, geprägt. Durch die Weißenburger Bucht führt die Europäische Hauptwasserscheide, die die Einzugsgebiete von Rhein und Donau voneinander trennt.
Zu den wenigen Waldgebieten in der Weißenburger Bucht gehört der Ellinger Wald. Das Gelände in der Weißenburger Bucht ist flach bis hügelig, einige Zeugenberge ragen aus der Landschaft heraus, etwa der Flüglinger Berg, der Trommetsheimer Berg und der Schloßberg. Das Gebiet liegt im Naturpark Altmühltal und im Süden des Fränkischen Seenlands.
Die Weißenburger Bucht wird vom Albtrauf der Fränkischen Alb begrenzt; an seinem Rande und in der Bucht liegen die höchsten Gipfel der Fränkischen Alb, darunter der Dürrenberg, der Gelbe Berg, der Wülzburger Berg und der Rohrberg.

## Naturräumliche Gliederung
Die Weißenburger Bucht gliedert sich in:
- 110.3 Weißenburger Bucht
  - 110.30 Altmühltrichter
  - 110.31 Weimersheimer Platte
  - 110.32 Vorland der Weißenburger Alb